# Molophilus mirla
Molophilus mirla là một loài ruồi trong họ Limoniidae. Chúng phân bố ở miền Australasia.